# Barthold de Mortaigne

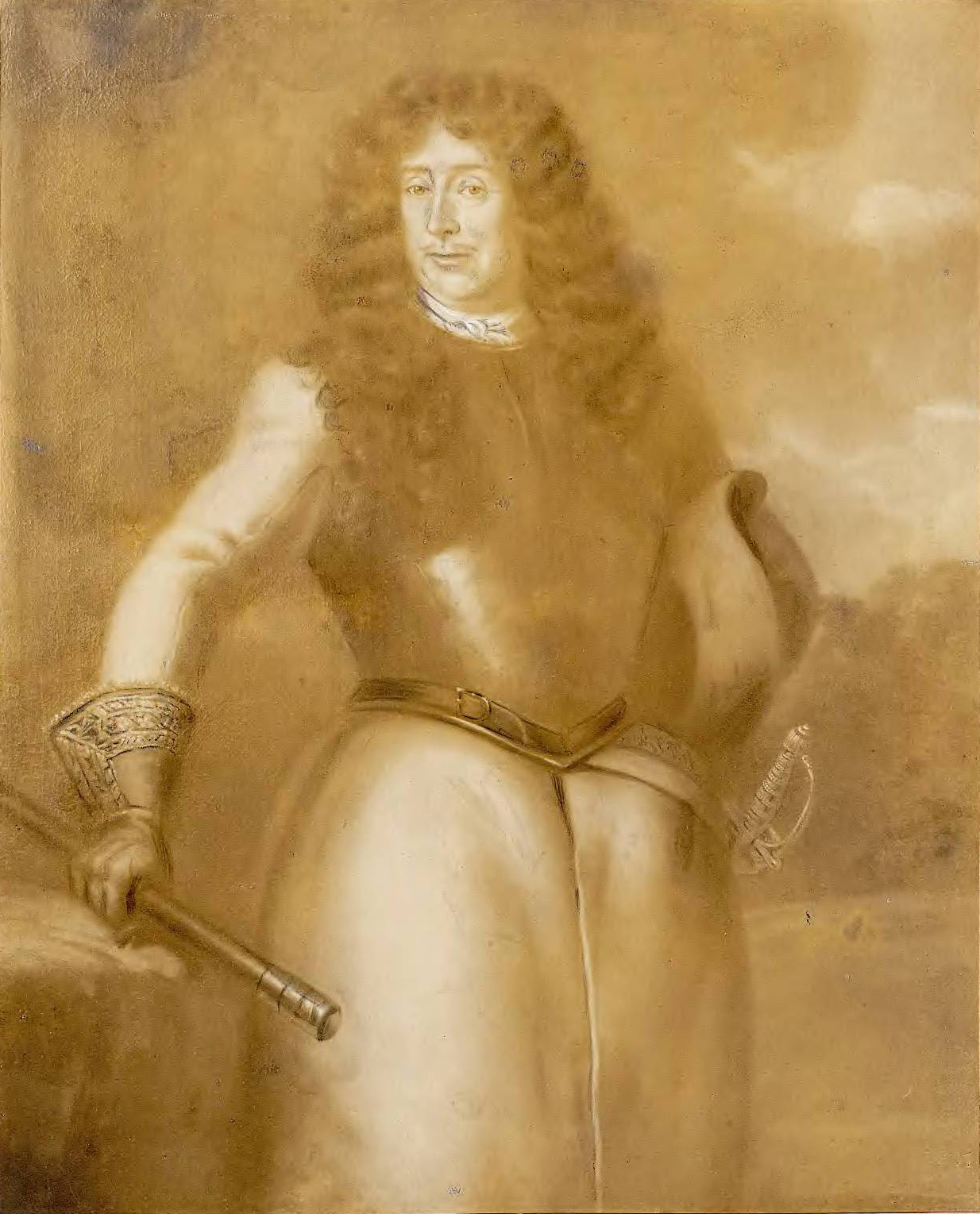
Barthold de Mortaigne av David Klöcker Ehrenstrahl.

Barthold de Mortaigne, född 1620 i Nederländerna, död 9 mars 1690 på Tomarp i Kvidinge socken, var en svensk kavalleriofficer.
Han tjänstgjorde först som löjtnant i holländsk tjänst innan han 1655 blev löjtnant vid Svea livgarde. Under Tredagarsslaget vid Warszawa förde han befälet över kungens "garde de corps", eftersom man inte känner till vilka gardeskompanier som deltog i striderna är det osäkert vad som avses. Under stormningen av Köpenhamn var det dock livgardet han förde befäl över. 1661 erhöll han överstes grad och lön i samband med att han erhöll respass till Holland. Året därpå var han överste och regementschef för Kalmar regemente. De Mortaigne befordrades 1674 till generalmajor. Mot slutet av 1675 vistades han i Vänersborg där Karl XI då uppehöll sig på grund av krigsläget runt Östersjön. Han hade då den skånske adelsmannen Jörgen Krabbe boende hos sig i flera veckor - de två var goda vänner och hade gods i närheten av varandra. Under skånska kriget var han chef för Skånska infanteriregementet (Blekinge-Skånes regemente) och utförde betydelsefulla insatser. I slaget vid Landskrona stod han som befälhavare för fotfolket på högra flygeln direkt under kungens befäl. Han var 1676 överkommendant i Göteborg. Han befordrades 1679 till generallöjtnant. Omedelbart efter fredsslutet erhöll han dock avsked.
1674 hade de Mortaigne erhållit donation av sätesgården Borrby i Borrby socken och erhöll friherrlig värdighet samma år med titeln de Mortaigne till Borrby. Enligt kungligt brev skulle de Mortaigne som friherreskap få Borrby med underlydande gårdar och därtill ett större godsbestånd som han mottagit som pant för innestående fordringar av kronan. 1676 erhöll han dock i stället Tunbyholms slott som friherreskap. Tunbyholm återgick i dansk ägo när danskarna tog tillbaka Skåne i juni 1676 men i november var åtminstone Mortaignes svärson Hans Christoffer Kock von Crimstein tillbaka på gården. Kock von Crimstein hade redan arrenderat Tunbyholm sedan åtminstone 1670. Mortaignes friherreskap drogs förmodligen in tillsammans med hans övriga gods i samband med reduktionen 1681, och under sina sista år levde han under knappa förhållanden. På 1680-talet var han registrerad som innehavare av Tommarp.
Förgäves anhöll han 1686 om att komma i åtanke då en regementschefsplats efter överste Carl Oxenstiernas död blev ledig, men erhöll inte platsen. Troligen berodde det snarare på hans ålder och tilltagande sjuklighet än missnöje med hans militära meriter.

## Familjeliv
Mortaigne var son till hov och ceremonimästaren i Förenta Nederländerna Jean de Mortaigne och Anna de Longechamp. Han hade en äldre bror som var general i svensk tjänst: Caspar Cornelius de Mortaigne (1609-1647).
Mortaigne var gift med drottning Hedvig Eleonoras kammarjungfru Catharina Dorotea von Hertingshausen, född 1637-02-02 i Husum, död 1684-06-03 på Tomarp. Catharina Dorotea var dotter till den schleswigske hovmarskalken och amtmannen på Tritton Johan Filip von Hertingshausen och Catharina Heest, av huset Retwisch. Tillsammans hade paret följande barn: 
- Charlotta Eleonora, död ogift 1705 i Skåne och begraven 1710-08-08 i Öjaredsgraven i St. Lundby socken Älvsborgs län.

- Emerentia Maria, död 1707 i Skåne. Gift 1695-12-08 Tunbyholm s län med översten Julius Modée, i hans 1:a gifte, född 1657, död 1740.

- Gustaf Bertram, friherre till Borreby. Kapten vid livgardet 1701-10-11. Avsked 1703-11-17. Död ogift och utgick med honom ätten på svärdssidan.

- Anna Catharina Lovisa, död 1731 i Göteborg. Gift 1:o med ovannämnde Hans Christoffer Kock von Crimstein. Gift 2:o 1695-12-09 på Tunbyholm med generalmajoren och landshövdingen, friherre Georg Reinhold Patkull, född 1656, död 1723.

- En son och en dotter, döda före modern.